# 1976年の日本の女性史
1976年の日本の女性史（1976ねんのにほんのじょせいし）は、1976年（昭和51年）の日本における女性に関するできごとを時系列的に挙げる。参考文献は日本の女性史年表を参照のこと。
本項目は歴史研究としての女性史ではなく、日本における女性に関するできごとをある体系に基づいて述べようとするものではない。

## 1-6月
- 1月- NHKテレビの嫁姑の対立をテーマにしたドラマ『となりの芝生』開始、大反響を呼ぶ。
- 1月- 離婚届等不受理申し出制度 できる。
離婚届を勝手に出されることを避けるため、あらかじめ本籍地の市町村役場に、届が出ても同意しないよう依頼することができる。
- 1月- 人工妊娠中絶を認める時期を1ヶ月短縮し6ヶ月までとする。厚生省が日本医師会等に通知
- 2月2日 黒柳徹子とゲストのトーク番組『徹子の部屋』放送開始、NETテレビ（現・テレビ朝日）
- 2月10日 本田技研工業、婦人用ミニバイク「ロードバル」を発売
- 3月4日 国家公務員試験の初級のうち 行政事務B（警察関係） について、女性に受験資格を認める。
- 3月4-8日 女への犯罪を告発する国際会議 開催、ベルギーで、日本代表はトルコ風呂売春について発言
- 3月- フィリピン労働次官、「フィリピン女性が偽装結婚で日本に密売され、売春組織の餌食になっている」との声明発表
- 4月1日 緒方貞子、日本女性初の国連公使に
- 4月10日 婦人参政権行使30周年記念大会、共立講堂で、実行委員長市川房枝
- 4月13日 行動を起こす女たちの会、パネルディスカッション「夫の給料は誰のものか」
- 5月14日 日本婦人有権者同盟・主婦連等、「ロッキード疑獄の真相究明を要求する婦人実行委員会」 結成
- 5月21日 民法767条改正、離婚後も婚姻中の姓を名乗ることが認められる等
- 5月25日 「顔も声も衰えてテレビ写りが悪くなった」と配置転換を強行された日本テレビ村上節子アナウンサー、配転取消しの仮処分を申請
7月23日 東京地裁、配転命令無効の判決

## 7-12月
- 7月12日 日本弁護士連合会「女性の権利に関する委員会」 発足
- 7月21日 司法研修所教官の女性軽視発言に対し、女性弁護士等が抗議
司法研修所の教官、「男が生命をかける司法界に女の進出を許してなるものか」「女は2年間の修習で得た能力を家庭に入って腐らせるのが良い」と発言
- 8月- 東京都都民生活局 発足、女性問題の総合窓口を開設
- 8月- 総理府「婦人に対する世論調査」、男は仕事・女は家庭に同感49%、反対40%
- 10月5日 労働省婦人少年問題審議会、「雇用における男女の機会均等と平等の促進に関する建議」
- 10月5日 国際婦人年連絡会、国内行動計画について要望書を提出
- 10月- 大阪中央労働基準監督署、三和銀行に男女差別賃金是正勧告
- 11月5日 労働省、第1回日本婦人問題会議を開催、1987年まで全12回実施
- 11月20日 最高裁、司法研修所に初の女性教官を起用
- 11月- 総理府婦人問題企画推進会議、家庭科について意見書をまとめる。男女が共に学ぶ、新しい時代に即応した家庭科教育を強調
- 11月- 「厚生白書--女性と社会保障」発表、女性をめぐる多様な社会状況を詳しく扱った初の白書
- 12月16日 厚生省中央児童福祉審議会、保父公認を決定

## この年
- 夏に、極端に小さい水着が流行、ワンピースは両脇を深く大きくカット、ツーピースは布切れをヒモでつないだだけ
- 女性にロングブーツ流行
- 女子就業者前年度比21万人減少
- 「警察白書」で初めて主婦の蒸発が取り上げられる。
- 高齢者対象の公立結婚相談所オープン、東京都小平市、条件は男60歳以上、女50歳以上